# Точка (клуб)
«То́чка» — не существующий ныне московский музыкальный клуб, ориентированный на выступления рок-музыкантов.
До весны 2003 года располагался на Звенигородском шоссе, дом 4 (в районе станции метро «Улица 1905 года»), потом переехал по адресу Ленинский проспект, дом 6.
В 2011 году клуб «Точка» прекратил свою деятельность.

## Описание
Был открыт 15 декабря 2000 года. Концертный зал вмещал до 1500 посетителей. По понедельникам, вторникам и средам в клубе проходили концерты начинающих групп (фестивали «Попасть в Точку»). По пятницам и субботам — концерты известных российских и зарубежных исполнителей, а также ночные дискотеки.
Ежегодно, в ноябре-декабре, клуб «Точка» проводил фестиваль в честь своего дня рождения. На «Дне рождения „Точки“» традиционно выступали известные музыканты, такие как «Ленинград», «Ночные снайперы», Мара и др.